# Cocoyol
Cocoyol är en ort i Mexiko.   Den ligger i kommunen Chemax och delstaten Yucatán, i den östra delen av landet, 1 200 km öster om huvudstaden Mexico City. Cocoyol ligger 25 meter över havet och antalet invånare är 629.
Terrängen runt Cocoyol är mycket platt. Runt Cocoyol är det glesbefolkat, med 20 invånare per kvadratkilometer. Närmaste större samhälle är Nuevo Xcán, 17,5 km nordost om Cocoyol. I omgivningarna runt Cocoyol växer i huvudsak städsegrön lövskog.